# Чихіртма
Чихіртма (груз. ჩიხირთმა) — страва грузинської кухні. Густий курячий суп з двома заправками — яєчною та борошняною. 
Готують на курячому бульйоні, рідше — яловичому. Характеризується повною відсутністю овочевої гущі.  
В Грузії часто замість пшеничного борошна для заправки використовують кукурудзяне. В борошняну заправку додають цибулю, а в яєчну — кінзу, шафран, перець. Вже готова чихіртма, поруч зі звичайними приправами, заправляється коріандром, корицею і м'ятою. 